# Olivier Legrand (auteur)
Pour les articles homonymes, voir Olivier Legrand (homonymie) et Legrand.
Olivier Legrand est un scénariste de bande dessinée, auteur de jeux de rôle, né à Honfleur le 13 mars 1968.

## Biographie
Olivier Legrand est, parallèlement à sa carrière de scenariste BD et d'auteur de jeux de rôle, professeur de lettres et il réside à Caen.

## Le jeu de rôle
Il découvre les jeux de rôle en 1980, grâce à son grand frère Philippe ; cette passion est vite devenue le support de ses premières armes d’auteur. Sa première publication se fera en avril 1986 dans le magazine britannique White Dwarf, un article traitant de La Guilde de Voleurs. S’ensuivent quelques contributions au magazine français Casus Belli.
En 1996-97, sous l’impulsion de Stéphane Adamiak (ami de lycée et auteur chez Multisim), il intègre l'équipe de travail du supplément France (supplément pour Le Monde des ténèbres). Dans les années 2000, il devient un auteur prolifique de jeux de rôle amateurs (parmi lesquels Imperium, La Terre des Héros et Mazes & Minotaurs), créations « artisanales et gratuites » qu’il diffuse au moyen de sa page web Storygame ou via le site de La Cour d'Obéron.

## La bande dessinée
En 2004, Olivier Legrand fait la connaissance de Jean-Blaise Djian (dit Djian), et leur collaboration, donne le jour à Parabellum, en 2005. Depuis, leur duo, associé à divers dessinateurs, donne naissance à d'autres séries, notamment Les Quatre de Baker Street , série débutée en 2009, aux éditions Vents d’Ouest. Les bandes dessinées coécrites par Djian et Legrand explorent différents genres : aventures policières victoriennes (Les Quatre de Baker Street), polar politique (Le Service ,, Parabellum), mais aussi fantasy épique (Les Derniers Argonautes) ou shakespearienne (Prospero).

## Bandes dessinées
- Parabellum  (ISBN 978-2848100814), avec Jean-Blaise Djian (scénario) et Alain Paillou (dessins), Emmanuel Proust Éditions, 2005
- La Tombelle, avec Jean-Blaise Djian (scénario) et Julien Famchon (dessins), Emmanuel Proust Éditions:
  1. Tome 1. L'Aéréole  (ISBN 978-2848100883), 2005
- Les Quatre de Baker Street, avec Jean-Blaise Djian (scénario) et David Etien (dessins), Éditions Vents d'Ouest :
  1. Tome 1. L'Affaire du rideau bleu - (ISBN 978-2749304373), 2009 (préface de Régis Loisel)
  2. Tome 2. Le Dossier Raboukine  (ISBN 978-2749305196), 2010
  3. Tome 3. Le Rossignol de Stepney  (ISBN 978-2749306063), 2011
  4. Tome 4. Les Orphelins de Londres  (ISBN 978-2749306889), 2012
  5. Le monde des Quatre de Baker Street  (ISBN 978-2749307237), 2013
  6. Tome 5. La Succession Moriarty  (ISBN 978-2749307244), 2014
  7. Tome 6. L'Homme du Yard  (ISBN 978-2749307794), 2015
  8. Tome 7. L'Affaire Moran, 2016
  9. Tome 8. Les Maîtres de Limehouse, 2019
  10. Tome 9. Le Dresseur de Canaris, 2021
- Le Service, avec Jean-Blaise Djian (scénario) et Alain Paillou (dessins), Emmanuel Proust Éditions :
  1. Tome 1. Premières armes 1960-1968  (ISBN 978-2848103525), 2011
  2. Tome 2. Hautes Sphères 1974-1979  (ISBN 978-2848104201), 2013
- Les Derniers Argonautes, avec Jean-Blaise Djian (scénario) et Nicolas Ryser (dessins), Éditions Glénat :
  1. Le silence des dieux  (ISBN 978-2749306513), 2012
  2. La Mer du Destin, 2015
  3. L'Orbe du Monde, 2017
- Prospero, avec Jean-Blaise Djian (scénario) et Julie Ricossé (dessins), Éditions Vents d'Ouest :
  1. Tome 1. Le mage de Milan, 2014
- Olwen, fille d'Arthur, avec Annabel (dessins), Éditions Vents d'Ouest :
  1. La Damoiselle sauvage, 2019 [7]
  2. La Corne de vérité, 2021

## Prix
- 2013 : Nommé dans la sélection officielle du festival d’Angoulême pour Les Quatre de Baker Street, Tome 4
- 2012 : dBD Award, pour Les Quatre de Baker Street, Tome 3 (avec Jean-Blaise Djian et David Etien)[8]
- 2010 : Prix Saint-Michel jeunesse pour Les Quatre de Baker Street, t. 2 Le Dossier Raboukine (avec Jean-Blaise Djian et David Etien)[9]
- 2009 : Prix du Conseil Général au festival BD Boum de Blois pour Les Quatre de Baker Street, Tome 1
- 2009 : Prix jeunesse aux 19e Rencontres BD de Marly pour Les Quatre de Baker Street, Tome 1